# تاریخ روم (دیون کاسیوس)
تاریخ روم (به یونانی: Ῥωμαϊκὴ Ἱστορία، به لاتین: Historia Romana) نام کتابی هشتاد جلدی است که توسط دیون کاسیوس، یک سناتور اهل امپراتوری روم و دارای اصالت بیتینیایی، به زبان یونانی در باب وقایع و تاریخ روم باستان از پیاده شدن آینیاس در ایتالیا تا سال ۲۲۹ میلادی در دوران امپراتوری الکساندر سوروس را در برمی‌گیرند. کتاب‌های او از مُجَلد سی‌وشش تا شصت به‌طور کامل یا تقریباً کامل بر جای مانده‌اند (به‌جز مُجَلدات پنجاه‌وپنج، پنجاه‌وهفت و پنجاه‌ونه که دارای خلأهای بزرگی هستند). در باب دیگر کتب نیز تنها بازمانده‌هایی در دست است به‌جز بخشهایی از مجلدهای هفتادونه و هشتاد که کامل هستند. در باب مجلدات یکم تا سی‌پنجم هم سه مجموعه از زمان کنستانتین هفتم در سده‌ی دهم میلادی با عناوین زیر بر جای مانده‌اند:
- Excerpta de legationibus (چکیده‌هایی در باب سفارت‌ها)
- Excerpta de virtutibus et vitiis (چکیده‌هایی در باب فضایل و رذایل)
- Excerpta de sententiis (چکیده‌هایی در باب عقاید)

در باب کتاب‌های شصت‌ویک تا هشتاد نیز چکیده‌ی یوآنس زوناراس و راهبی به‌نام یوآنس خیفیلینوس در سده‌ی یازدهم در دست است که آن نیز دارای خلأهایی است.